# Bourg-Saint-Andéol (tổng)
Tổng Bourg-Saint-Andéol là một tổng của Pháp nằm ở tỉnh Ardèche trong vùng Rhône-Alpes.
Tổng này được tổ chức xung quanh Bourg-Saint-Andéol ở quận Privas. Độ cao biến thiên từ 38 m (Saint-Just) đến 732 m (Gras) với độ cao trung bình là 212 m.

## Hành chính
| Giai đoạn | Ủy viên         | Đảng | Tư cách                          |
| --------- | --------------- | ---- | -------------------------------- |
| 2001-2008 | Pascal Terrasse | PS   | Chủ tịch tổng hội đồng, đại biểu |
| 2008-2014 | Pascal Terrasse | PS   | Chủ tịch tổng hội đồng, đại biểu |

## Các đơn vị hành chính
Tổng Bourg-Saint-Andéol bao gồm 9 xã với dân số 14 173 người (điều tra năm 1999, dân số không tính trùng).
| Xã                     | Dân số | Mã bưu chính | Mã insee |
| ---------------------- | ------ | ------------ | -------- |
| Bidon                  | 112    | 07700        | 07034    |
| Bourg-Saint-Andéol     | 7 768  | 07700        | 07042    |
| Gras                   | 381    | 07700        | 07099    |
| Larnas                 | 90     | 07220        | 07133    |
| Saint-Just             | 1 161  | 07700        | 07259    |
| Saint-Marcel-d'Ardèche | 2 150  | 07700        | 07264    |
| Saint-Martin-d'Ardèche | 642    | 07700        | 07268    |
| Saint-Montan           | 1 314  | 07220        | 07279    |
| Saint-Remèze           | 555    | 07700        | 07291    |

## Thông tin nhân khẩu
| 1962                                                     | 1968   | 1975   | 1982   | 1990   | 1999   |
| -------------------------------------------------------- | ------ | ------ | ------ | ------ | ------ |
| 7 902                                                    | 10 906 | 10 687 | 12 129 | 13 308 | 14 173 |
| Nombre retenu à partir de 1962 : dân số không tính trùng |        |        |        |        |        |